# Pristiphora parva
Pristiphora parva är en stekelart som först beskrevs av Hartig 1837.  Pristiphora parva ingår i släktet Pristiphora, och familjen bladsteklar. Det är osäkert om arten förekommer i Sverige.